# With Ur Love
With Ur Love — второй сингл в поддержку дебютного студийного альбома Шер Ллойд Sticks + Stones (2011). Песня была выпущена 29 октября 2011 в качестве второго сингла с альбома. Песня записана с американским певцом Майком Познером. Композиция дебютировала под номером четыре в чарте Великобритании, став второй песней Ллойд, вошедшей в десятку синглов чарта.
Соло-версия сингла была выпущена 28 августа 2012 на iTunes в США. Ллойд подтвердила, что песня станет следующим синглом с альбома 30 августа 2012 на шоу  «Today», но её лейбл решил сделать песню лишь рекламным синглом в поддержку альбома и анонсировал, что вторым синглом в США станет «Oath». В январе 2013 было объявлено, что «With Ur Love» станет третьим синглом в США в поддержку альбома и будет выпущена 5 февраля 2013.

## История
После неоднозначной реакции публики и коммерческого успеха сингла «Swagger Jagger», Ллойд решила выпустить «With Ur Love» в качестве второго сингла с альбома. Ллойд отметила разницу между песнями: «Они очень разные. Эти две песни находятся на расстоянии нескольких миль друг от друга. Мой первый сингл показал мою позицию и носит агрессивный стиль, а этот носит более упрощённый характер и в целом даёт представление о том, каким будет альбом. Так что я думаю, что это хороший выбор.» 21 сентября 2011 сингл был выпущен в ротацию на радио. Запись получила сравнение с Аврил Лавин, а сама Ллойд описала песню следующим образом: «от неё хочется петь и прыгать повсюду как идиот»

## Содержание и запись
«With Ur Love» была написана Ллойд, Саваном Котеча, Shellbeck, Максом Мартином и Майком Познером. 
Познер рассказал порталу «Digital Spy» о сотрудничестве с Шер: «Было здорово записать эту песню. Если эта песня станет синглом, то мне кажется, что она будет иметь успех. Макс Мартин и Шер сделали сильную песню. Во время работы с Шер я понял, что работаю с невероятной певицей. И я не думаю, что она нуждается в обработке голоса. На записи действительно не использован автотюн. Это просто очень, очень здорово. Но я думаю, что люди забывают об этом, потому что она хорошо читает рэп. Не понимаю, почему бы ей не конкурировать в США. Она великолепный артист.»

## Американская версия сингла
Соло-версия сингла была выпущена 28 августа 2012 на iTunes в США. Ллойд подтвердила, что песня станет следующим синглом с альбома 30 августа 2012 на шоу  «Today», но её лейбл решил сделать песню лишь рекламным синглом в поддержку альбома и анонсировал, что вторым синглом в США станет «Oath». 
В январе 2013 было объявлено, что «With Ur Love» станет третьим синглом в США в поддержку альбома и будет выпущена 5 февраля 2013. 
16 апреля 2013 на iTunes в США была выпущена ремикс-версия сингла, включающая вокал рэпера Juicy J. В американской версии клипа на «With Ur Love» Juicy J не появился.

## Список композиций
- Цифровой EP в Великобритании[4]

1. "With Ur Love" (feat. Mike Posner) - 3:46
2. "With Ur Love" (feat. Mike Posner) [Acoustic Version] - 3:45
3. "With Ur Love" (feat. Mike Posner) [Alex Gaudino & Jason Rooney Remix] - 6:28
4. "With Ur Love" (feat. Mike Posner) [Digital Dog Radio Edit] - 4:21
5. "With Ur Love" (feat. Mike Posner) [Teka & SoulForce Reggae Remix] - 3:48

- CD-сингл в Великобритании[5]

1. "With Ur Love" (feat. Mike Posner) - 3:46
2. "With Ur Love" (feat. Mike Posner) [Acoustic Version] - 3:45

- Цифровой сингл в США[6]

1. "With Ur Love" - 3:23

- Версия с Juicy J[7]

1. "With Ur Love" (feat. Juicy J) - 3:45

## История релиза
| Страна         | Дата            | Формат                           |
| -------------- | --------------- | -------------------------------- |
| Австралия      | 28 октября 2011 | Цифровая загрузка                |
| Новая Зеландия | 28 октября 2011 | Цифровая загрузка                |
| Ирландия       | 28 октября 2011 | Цифровая загрузка                |
| Великобритания | 30 октября 2011 | Цифровая загрузка                |
| Великобритания | 31 октября 2011 | CD-сингл                         |
| Германия       | 27 января 2012  | Цифровая загрузка                |
| США            | 28 августа 2012 | Цифровая загрузка (соло версия)  |
| США            | 16 апреля 2013  | Цифровая загрузка (сингл-версия) |